# Fort St George, Bombay
Fort St George var namnet på det fort britterna uppförde i Bombay runt Casa da Orta, portugisernas gamla borg, seda man tagit över Bombay från Portugal. Borgen byggdes ut, för att slutligen raseras. En del av dess mur existerar fortfarande, och där finns idag St. George Hospital.